# Office fédéral du personnel
L'Office fédéral du personnel (OFPER ; en allemand Eidgenössisches Personalamt EPA, en  italien Ufficio federale del personale UFPER, en romanche Uffizi federal da persunal UFPER) est une autorité fédérale de la Confédération suisse.
Il est rattaché au Département fédéral des finances.

## Tâches
L'Office fédéral du personnel est responsable de la politique du personnel de l'administration fédérale suisse. 

## Organisation
L'Office fédéral du personnel comprend la direction et trois domaines d'activité. Le Service de médiation pour le personnel de la Confédération lui est rattaché sur le plan administratif. 

### Directeur
- depuis mars 2021 : Rahel von Kaenel[3],[4]

- mai 2008 - février 2021 : Barbara Schaerer[5]

- 2005 - 2008 : Juan Gut[6]

- 1989 - 2005 : Peter Hablützel[7],[8]
- 1976 - 1989 : Ernst Scheurer[9]